# Alan-Basson Zondagh
Alan-Basson Zondagh, né le 7 mars 1986, est un entraîneur sud-africain de rugby à XV.

## Biographie
Il est le fils d'Alan Zondagh, directeur du rugby des Bulls depuis 2019.
AB Zondagh est entraîneur au sein des Natal Sharks de 2007 à 2019. Spécialiste des skills (technique individuelle) et des arrières, il entraîne des équipes de jeunes puis les équipes de Vodacom Cup, Currie Cup et de Super Rugby. Il rencontre Clément Poitrenaud lors de son passage dans la franchise en 2017. Celui-ci lui permet de venir observer quelques semaines le Stade toulousain en 2018. Repéré alors par le manager Ugo Mola, il est recruté l'année suivante, à 33 ans, par le club français et devient consultant des skills pour l'équipe professionnelle et entraîneur de l'équipe Espoirs,. Il est champion de France espoirs en 2021.
Il quitte le club en 2021 pour rejoindre le quinze d'Écosse. Il devient entraîneur de l'attaque de l'équipe d'Écosse auprès du sélectionneur Gregor Townsend. Il quitte ce poste au début de l'année 2023 avant le début du Tournoi des Six Nations.

## Palmarès

### Entraîneur
- Champion de France espoirs : 2021

### Distinctions personnelles
- Nuit du rugby 2021 : Meilleur staff d'entraîneur du Top 14 (avec Ugo Mola, Jean Bouilhou, Clément Poitrenaud, Laurent Thuéry et Virgile Lacombe) pour la saison 2020-2021